# Bedulita
Bedulita (lombardul: Bedoléta, bergamói nyelvjárásban: Bedülìda, helyi neve: San Michìl) település Olaszországban, Lombardia régióban, Bergamo megyében. Lakosainak száma 702 fő (2023. január 1.). Bedulita Capizzone, Sant'Omobono Terme, Roncola, Costa Valle Imagna és Berbenno községekkel határos.

## Népesség
A település népességének változása:
| Lakosok száma | 738  | 732  | 702  |
|               | 2017 | 2018 | 2023 |